# Карр, Найджел
Найджел Карр (англ. Nigel Carr, родился 27 июля 1959 года в Белфасте) — ирландский регбист, игравший на позиции фланкера. Карьеру завершил после того, как чуть не погиб в результате теракта, совершённого ИРА.

## Биография
Уроженец Белфаста. Учился в школе Реджент-хаус и Белфастском университете Королевы. Выступал в 1979 году за молодёжную сборную Ирландии по регби, с 1979 по 1984 годы привлекался в сборную B, из-за травм никак не мог попасть в сборную. На клубном уровне выступал за команды университета Квинс, клубы «Ардс» и «Ольстер» вместе с Филлипом Мэттьюсом.
Карр дебютировал в сборной вместе с Мэттьюсом 2 февраля 1985 года в матче против Шотландии, в 1985 году его команда выиграла Тройную корону на Кубке пяти наций. В 1985 году его сборная совершила турне по Японии, а 4 апреля 1987 года он сыграл 11-ю игру за сборную Ирландии против сборной Уэльса на «Кардифф Армс Парк». Также Карр отметился игрой за «Британских и ирландских львов» 1986 года против сборной мира. Он числился в заявке сборной Ирландии на первый в истории чемпионат мира по регби, когда чрезвычайное происшествие оборвало его карьеру.
25 апреля 1987 года Дэвид Ирвин, Филип Рэйни и Найджел Карр ехали на тренировку в Дублин, а рядом с ними ехал в соседней машине достопочтенный судья Моррис Гибсон со своей женой Сесилией. Около местечка Киллеан прогремел взрыв: автомобиль судьи был взорван. Гибсон и его супруга погибли на месте, а игроки чудом остались в живых — у Ирвина были обожжены волосы и брови, а у Филипа было сотрясение мозга. Самые серьёзные получения получил Карр, из-за чего не только лишился возможности сыграть хотя бы матч, но и вынужден был досрочно завершить регбийную карьеру.
После преждевременного завершения карьеры Карр устроился работать в компанию Invest NI, а также стал ведущим программы Ольстерского телевидения Sport on Sunday. Выступал в поддержку проведения в Ирландии чемпионата мира по регби 2023 года.